# Nova Hartz
Nova Hartz é um município brasileiro do estado do Rio Grande do Sul. Sua população, conforme estimativas do IBGE de 2018, foi de 21 317 habitantes.